# 詹妮島
67°44′S 68°24′W / 67.733°S 68.400°W

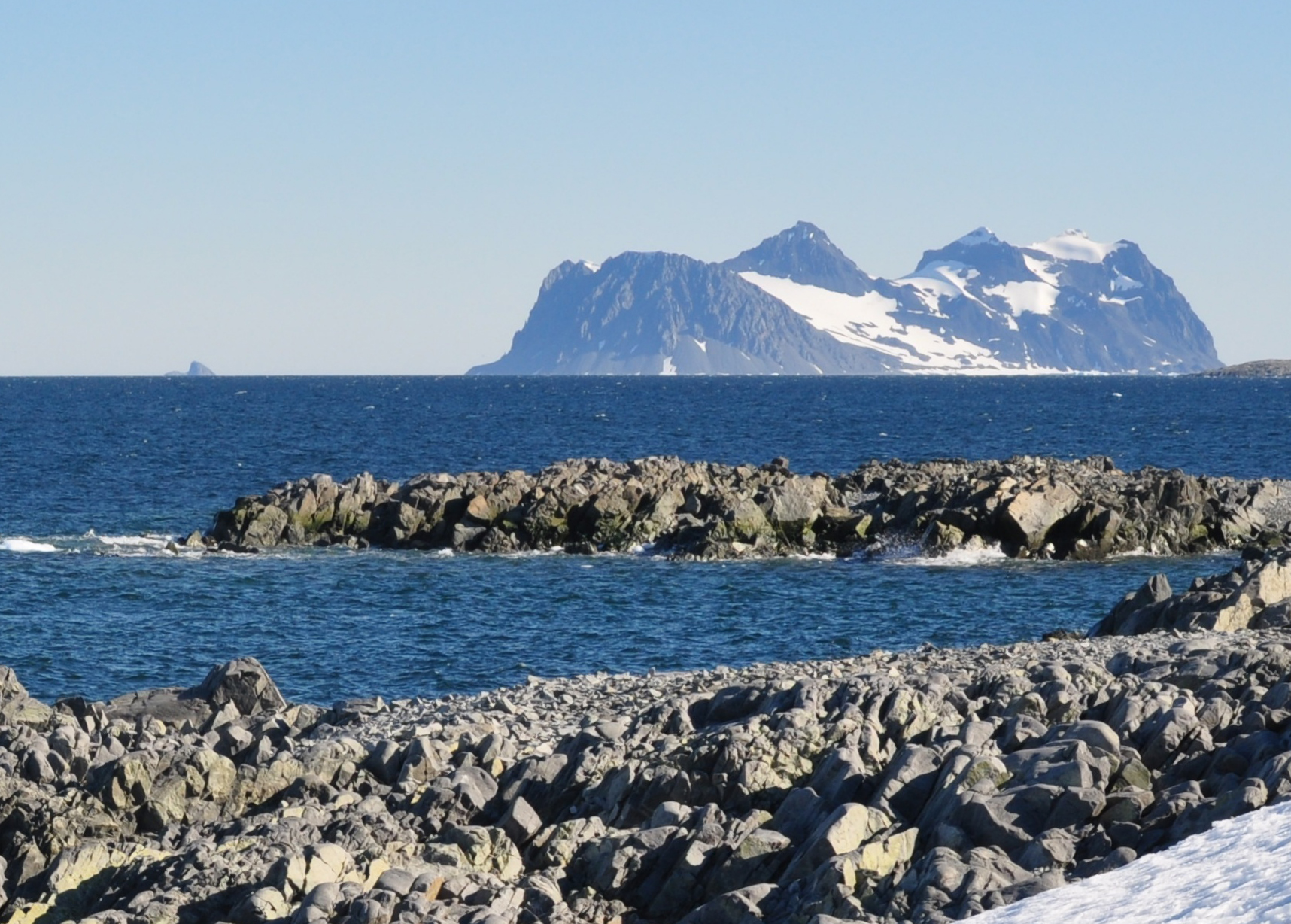

詹妮島（Jenny Island），是南極洲的島嶼，位於阿德萊德島東南面，處於亞歷山德拉角以東4.8公里，長3.2公里，最高點海拔高度500米，由讓-巴蒂斯特·夏古率領的法國探險隊發現和命名，現時由南極條約體系管理。